# Sally Hemings
Sarah "Sally" Hemings (1773 körül – 1835), afroamerikai rabszolganő volt, Thomas Jefferson rabszolgája. Több bizonyíték, így DNS-elemzés is arra mutat, hogy Hemings és Jefferson több éven keresztül szexuális kapcsolatot folytattak, és Jefferson volt Hemings hat gyermekének apja. Hemings Jefferson feleségének, Martha Jeffersonnak (született Wayles) volt a féltestvére.

## Származása és gyermekkora
Sarah "Sally" Hemings 1773 körül született Elizabeth "Betty" Hemings (1735-1807), egy rabszolga, és tulajdonosa, John Wayles gyermekeként (1715-1773). Betty egy Francis Eppes IV nevű ültetvényes egyik rabszolganőjének (talán Parthena vagy Parthenia) és egy Hemings vezetéknevű angol tengerészkapitánynak a lánya volt. Hemings kapitány megpróbálta megvásárolni Bettyt és az édesanyját, de Eppes visszautasította az ajánlatot. Eppes halála után rabszolgáit leánya, Martha örökölte, aki magával vitte őket, amikor férjhez ment John Wayles-hez.
John Wayles Edward és Ellen (született Ashburner) Wayles fia volt, akik az angliai Lancasterből származtak. Martha halála után John még kétszer nősült és özvegyült meg, Betty pedig az ágyasa lett, és élete utolsó tizenkét évében hat gyermeket szült neki. Az 1662-es Virginiai Rabszolgatörvény értelmében a rabszolga anyák gyermekei maguk is rabszolgák lettek a partus sequitur ventrem elv értelmében, így Betty gyermekei is a Wayles-család rabszolgái maradtak.
John Wayles halálát követően, 1773-ban leánya és veje, Martha és Thomas Jefferson 135 rabszolgát örököltek tőle, köztük a Hemings-családot, amelynek a csecsemő Sally volt a legfiatalabb gyermeke. Számos másik rabszolgával együtt Bettyt és a gyermekeit Monticellóba, a Jefferson-család otthonába vitték. A Wayles-Hemings gyermekek a rabszolgák hiearchiájának csúcsán álltak, nem dolgoztak az ültetvényeken, hanem képzést kaptak és kézművesként vagy háziszolgákként dolgoztak.

## Élete Párizsban

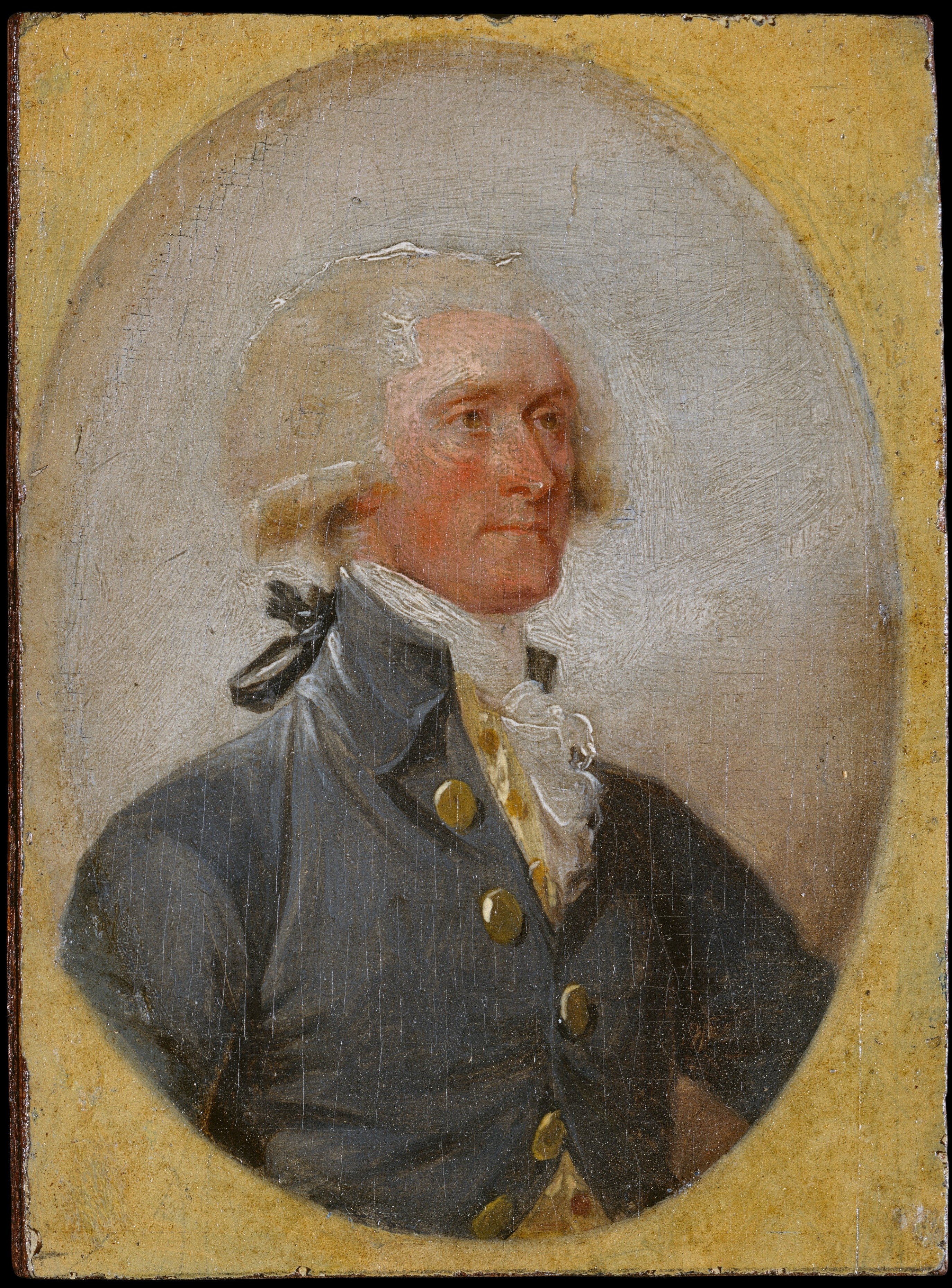
Thomas Jefferson 1788-ban, John Trumbull festménye

1784-ben Thomas Jeffersont kinevezték Franciaországba amerikai küldöttnek, ahova magával vitte legidősebb lányát, Marthát (1772-1836), és néhány rabszolgáját, köztük Sally bátyját, James Hemingset, akit a francia konyhában jártas szakáccsá képeztek. Két fiatalabbik lánya, Mary (1778-1804) és Lucy Elizabeth (1782-1784) rokonok felügyelete alatt Amerikában maradt. Miután Lucy Elizabeth 1784-ben meghalt, Jefferson magához hívatta Maryt Párizsba. Elsőként egy idősebb rabszolganőt választottak ki, hogy elkísérje Maryt, de az asszony terhes lett, és mégsem tudott utazni, így végül Sally Hemingset nevezték ki a feladatra.
1787-ben a tizennégy éves Hemings elkísérte Maryt Londonba, ahol Abigail és John Adams vendégeként éltek június 26-tól július 10-ig, majd Párizsba, ahol Jefferson ekkor az Amerikai Egyesült Államok nagyköveteként szolgált.
Hemings két évet élt Párizsban, és a legtöbb történész szerint ekkor, vagy közvetlenül Monticellóba való visszatérésük után kezdődött szexuális kapcsolata az özvegy, negyvenes éveiben járó Jeffersonnal.
Mivel Franciaországban nem létezett rabszolgaság, Jefferson fizetést adott Hemingsnek, havi két dollárnak megfelelő összeget. Összehasonlításképpen: James Hemings négy dollárt keresett szakácstanulóként, a francia konyhalány két és fél dollárt, a többi francia alkalmazott pedig nyolc és tizenkét dollárt közötti összegeket. Hemings a párizsi tartózkodása alatt franciául tanult.
Nem tudjuk, Párizsban hol élt, talán az Hôtel de Langeac-ban a Champs-Elysées-n Jeffersonnal és a bátyjával, vagy a Penthemont Apátságban, ahol Martha és Mary Jefferson bentlakásos iskolába járt. A hétvégéket Jeffersonnal töltötte annak vidéki villájában. Jefferson néhány előkelőbb ruhadarabot is vásárolt Hemingsnek, talán azért, hogy elkísérhesse Marthát társasági összejövetelekre.
Fia, Madison Hemings emlékiratai szerint Sally Hemings terhes lett Jefferson gyermekével Párizsban, tizenhat éves korában. A francia törvények értelmében kérvényezhette volna a felszabadítását, míg ha visszatér Virginiába Jeffersonnal, rabszolga marad. Hemings beleegyezett, hogy visszatérjen az Egyesült Államokba, azzal az ígérettel, hogy gyermekeit fel fogják szabadítani, amikor betöltik a huszonegyet. Valószínű, hogy a anyjához, testvéreihez és nagycsaládjához fűződő kötelékek miatt akart visszatérni Monticellóba.

## Későbbi élete az Egyesült Államokban

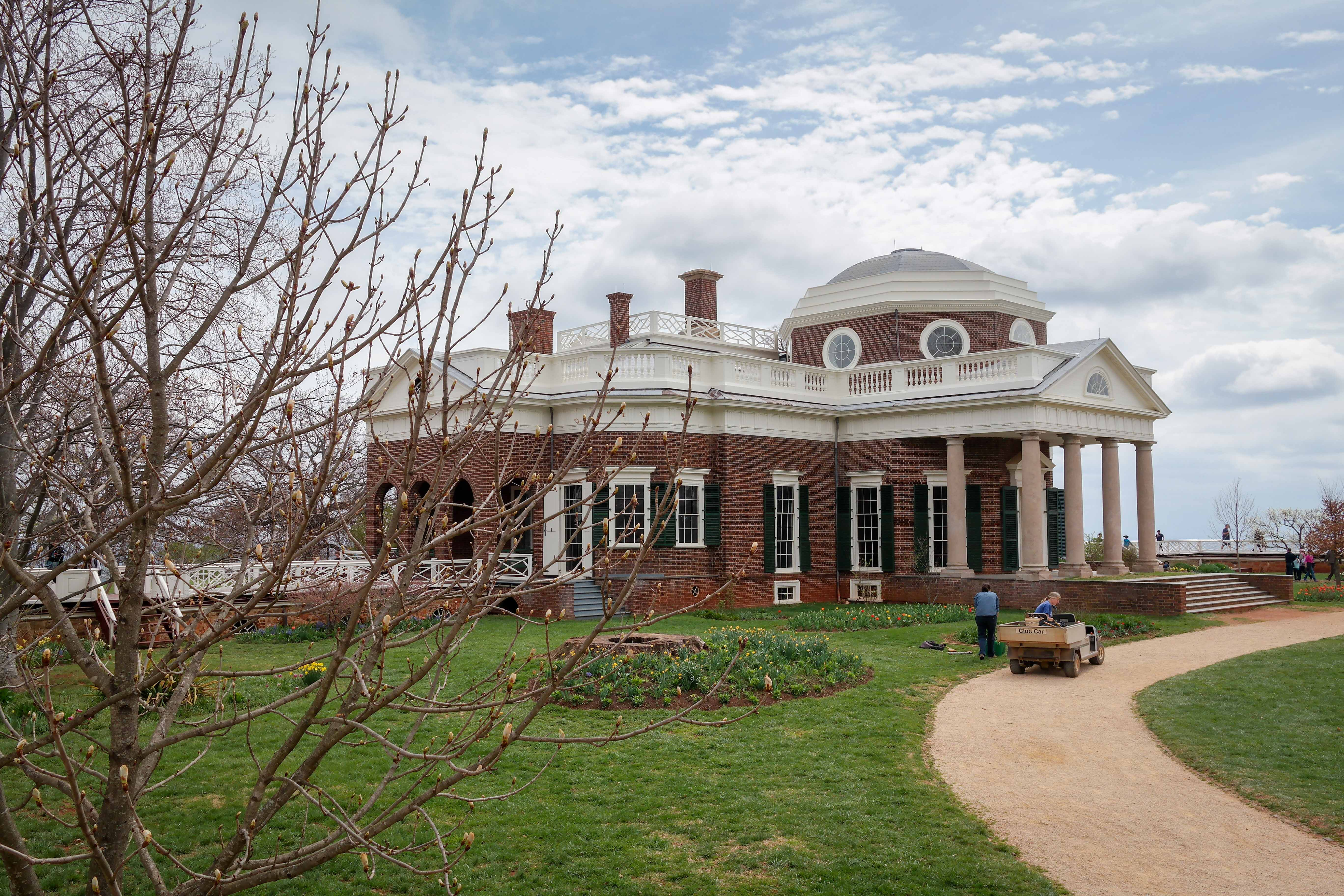
Monticello, Thomas Jefferson saját tervezésű virginiai otthona

1789-ben Sally és James Hemings visszatértek az Egyesült Államokba Jeffersonnal. Fia, Madison szerint Sally első gyermeke nem sokkal később meghalt. A későbbiekben hat gyermekének születéséről tudunk, teljes nevük sok esetben bizonytalan:
- Harriet Hemings I (1795. október 5. – 1797. december)[22]
- Beverley Hemings, talán William Beverley Hemings (1797. április 1. – 1873 után)[22]
- Csecsemőként elhunyt lánygyermek, talán Thenia Hemings (1799)[22]
- Harriet Hemings II (1801. május – ?)[22]
- Madison Hemings, talán James Madison Hemings (1805. január 19. – 1877. november 28.) 1873-ban egy újságinterjúban bejelentette, hogy ő és testvérei Thomas Jefferson gyermekei. Az állítás nagy nemzetközi figyelmet vonzott.[22]
- Eston Hemings, talán Thomas Eston Hemings (1808. május 21. – 1856. január 3.)[22]

Jefferson feljegyezte rabszolgáinak születését. A többi feljegyzéssel ellentétben Sally Hemings gyermekeinél nem szerepel az apjuk neve.
Hemings szoptatósdajkaként, komornaként, szobalányként és varrónőként dolgozott Monticellóban. Nem tudjuk, tudott-e írni, nem hagyott maga után feljegyzéseket. Valószínűleg a monticellói ház déli mellékszárnyában lakott, ahonnan egy fedett folyosón át lehetett elérni a ház fő részét. Hemings szobája valószínűleg kapcsolódott Jefferson szobájához.
Bár Virginiában a rabszolgák nem köthettek hivatalosan házasságot, sok monticellói pár élt együtt házastársakként. Hemingsszel kapcsolatban nincsenek erre utaló feljegyzések. Közel tartotta magához a gyermekeit, akik tizennégy évesen kezdték meg képzésüket: a fiúk ácsnak tanultak, Harriet fonni és szőni. Mind a három Hemings fiú játszott hegedűn, akárcsak Jefferson.
1822-ben az ekkor huszonnégy éves Beverley megszökött Monticellóból, és nem üldözték. Ugyanabban az évben követte őt a huszonegy éves Harriet, valószínűleg Jefferson hallgatólagos beleegyezésével, aki egyes források szerint ötven dollárt adott neki, és elkísérte egy északra tartó postakocsihoz, hogy csatlakozzon a bátyjához.
Jefferson életében csak két rabszolgáját szabadította fel hivatalosan, Sally Hemings bátyjait, Robertet és Jamest; az előbbinek meg kellett vásárolnia a szabadságát, az utóbbinak cserébe három évig kellett képeznie a testvérét, Petert. Végül, végakaratában, Jefferson felszabadította Hemings gyermekeit, illetve öt további Hemings-férfirokont – ők voltak az egyetlenek Jefferson több száz rabszolgája közül, akiket felszabadított.
Nincs hivatalos dokumentum, ami arra utalna, hogy Sally Hemingset is  felszabadították. Jefferson lánya, Martha Jefferson Randolph informálisan felszabadította Hemingset, aki élete utolsó kilenc évét két kisebbik fiával élte Charlottesville-ben. Itt halt meg 1835-ben.